# Tatort: Côte d’Azur
Côte d’Azur ist ein Fernsehfilm aus der Kriminalreihe Tatort. Der Film mit Eva Mattes als Kriminalhauptkommissarin Klara Blum wurde vom SWR und Maran Film produziert und in Deutschland am 1. November 2015 erstmals ausgestrahlt. Diese 960. Folge der Tatort-Reihe ist der 29. Fall von Klara Blum und der 25. Fall von Kai Perlmann.

## Handlung
Das Polizeipräsidium in Konstanz erhält die telefonische Nachricht „Ich bin tot. Schilf am Ende vom Winterer Steig. Kümmern Sie sich um mein Baby. Bitte schnell!“, die der Mörder per SMS vom Handy des Opfers abgesetzt hat. Daraufhin werden Blum und Perlmann zum Tatort beordert. Schnell ist die Leiche von Vanessa Koch gefunden, doch Perlmann befiehlt nicht die Suche nach dem Baby, um keine Spuren im Schilf zu zerstören, zumal er davon ausgeht, dass das Kind in der Wohnung der Toten zu finden sein wird. Blum ist darüber außer sich und ordnet an, sofort nach dem Baby Alex zu suchen. Nachdem es von der Polizei gefunden worden ist, übergibt sie das stark unterkühlte Kind in die Obhut des Pädiaters Dr. Schwenkner, der um Alex’ Leben kämpft und bangt.
Die weiteren Ermittlungen führen die beiden Kommissare in eine Obdachlosenbaracke am Seerhein, die den wohlklingenden Namen „Côte d’Azur“ trägt. Zu den Bewohnern zählen der ehemalige selbständige Handwerker Urs, der Punk Lucky, der Ex-Zirkus-Cowboy Bill, die drogensüchtige Franzi sowie Hagen Bötzow, der früher sogar als Kommissar im Präsidium der beiden Ermittler tätig war. Vanessa Koch war in dieser Gruppe immer wieder zu Gast und hatte sich auch kurz vor ihrem Tod in der Baracke aufgehalten.
Erst ein wertvoller Ring, den die Ermittler zwar auf Fotos der Toten sehen, aber nicht in ihrer Wohnung finden können, bringen die Beamten nach der Entdeckung des Schmuckstücks bei einem Juwelier in Kontakt mit einem örtlichen Dealer und Hehler, der Franzi mit Drogen versorgt. Als Besitzer des Rings können die Kommissare den Musikproduzenten Jürgen Evers ausfindig machen. Dieser gibt an, dass ihm der Ring während seiner letzten Geburtstagsparty gestohlen worden sei. Zunächst leugnet er Vanessa Koch gekannt zu haben, später stellt sich heraus, dass Evers bei dieser Party Koch geschwängert hatte.
Urs, den Vanessa Koch glauben machen konnte, er wäre der Vater von Alex, hatte ebenfalls von Evers Vaterschaft erfahren. Weil er zudem wusste, dass Alex unter den Alkoholexzessen seiner Mutter leiden musste, hatte er ihr im Schilf aufgelauert, um sie mit einer Axt aus der Baracke zu erschlagen. Auf diese Weise wollte er sichergehen, dass Evers seinen Pflichten als Vater nachkomme und sich um den Jungen kümmere. Tatsächlich nimmt Evers das Baby zu sich auf. Urs Hahn wird von Blum und Perlmann nach einem Geständnis verhaftet.

## Hintergrund
Der Film wurde vom 4. November 2014 bis 7. Dezember 2014 in Baden-Baden und Konstanz gedreht.
Die Uraufführung erfolgte am 5. Oktober 2015 im Rahmen des Filmfests Hamburg. Nach ursprünglicher Planung hätte die Folge zu Weihnachten im Fernsehen ausgestrahlt werden sollen, musste jedoch kurzfristig den Sendeplatz mit der Kölner Tatort-Folge Benutzt tauschen.
Zur Untermalung der Titelsequenz wurde das Weihnachtslied Stille Nacht, heilige Nacht gewählt, während die Protagonisten im Filmabspann O du fröhliche singen.
Am Bett des Babys Alexander liest Kriminalhauptkommissar Kai Perlmann im Krankenhauszimmer die ersten zwei Sätze aus dem Märchen Allerleirauh der Gebrüder Grimm, bevor er von unangemeldeten Besuchern unterbrochen wird.
Roland Koch, der in vorangegangenen Folgen aus Konstanz die Rolle des Schweizer Polizisten Matteo Lüthi verkörperte, hatte seinem Unmut über die Absetzung des Krimis öffentlich Luft gemacht und ist in dieser Folge, im Gegensatz zur letzten Folge Château Mort, nicht mehr Teil der Besetzung.

## Rezeption

### Einschaltquoten
Die Erstausstrahlung von Côte d’Azur am 1. November 2015 wurde in Deutschland von 9,39 Millionen Zuschauern gesehen und erreichte einen Marktanteil von 25,9 % für Das Erste. Damit konnte der Tatort mehr als doppelt so viele Zuschauer für sich gewinnen wie die Wiederholung von Rosamunde Pilchers Werk Die falsche Nonne, die den zweiten Rang in der Quotenplatzierung belegte.

### Kritiken
Dass Côte d´Azur nicht erst zu Weihnachten, sondern bereits zu Allerheiligen ausgestrahlt wurde, sagt Detlef Hartlap, Chef-Redakteur der prisma, zu. Von der Produktionsfirma Maran war die Folge als Krimi mit „Zwischentönen“ angekündigt worden, liefere jedoch lediglich „Winke mit dem Zaunpfahl“. Hartlap resümiert, „dass der Bodensee keine guten Krimis hergibt“, vielleicht sei „es diesmal anders“.
Nach Urteil von Thomas Schmidt von den Westfälischen Nachrichten sei die Folge ein „klassischer »Whodunit«-Krimi“, der „spannend inszeniert […] ein düsteres, etwas verfrühtes Weihnachtsbild voller Kontraste“ liefere. Neben der Regie hebt Schmidt bei den Darstellern insbesondere die „klasse besetzten Obdachlosen“ hervor, deren Schauspiel sich „stets nah am Klischee“ bewege, dabei „aber nie überzeichnet“ wirke. Zwar scheinen die Ermittler „ständig ohne ersichtlichen Grund […] im Clinch“ miteinander zu liegen, ebenso wirke Perlmanns „plötzliche Bekehrung zum Christentum“ eher „aus der Luft gegriffen“, dennoch „muss sich dieser »Tatort« nicht hinter anderen verstecken“.
Laut Roger Tell von tittelbach.tv sei die Folge „ein warmherziger Sozialkrimi ohne falsche Zwischentöne“. Dieser sei „sehenswert, konzentriert erzählt, stimmig besetzt, spannend“, weswegen Tell vier von sechs möglichen Punkten vergab.
Lars-Christian Daniels von Filmstarts ist der Meinung, Côte d’Azur sei der „schwächste »Tatort« der zweiten Jahreshälfte 2015, was aber weniger an der Besetzung, als vielmehr am schwachen Drehbuch liegt […], mit guten Drehbüchern war der Bodensee-Krimi in den vergangenen Jahren nämlich selten gesegnet“. „Die auffallend nachtragende Art der sonst so besonnenen Kommissarin“ wirke „aufgesetzt“, zugleich „konstruiert der ganze Konflikt“. „Der nervtötende Kinderarzt Dr. Schwenkner“ wird daraufhin „mit seinen geschmacklosen Bemerkungen zum gemeinsamen Feindbild“ auserkoren. Derweil kann Justine Hauer in der Rolle der Assistentin Annika „Beckchen“ Beck erneut „nicht über die Rolle der austauschbaren Aktenheldin mit bemühtem süddeutschen Zungenschlag“ hinauskommen. „Spannend“ wirke die Folge lediglich „in der mit Slasher-Motiven angereicherten Auftaktsequenz“. Die Auflösung erfolgt nach „bewährtem Muster“, zählt jedoch zu „denen der kniffligeren Sorte“. „Die interessanteste Figur des Krimis“ verkörpert Frank Fink in der Rolle des „geistig angeschlagenen Ex-Zirkus-Cowboys“ Bill. Damit sei die Folge ein „weiterer wenig aufregender Bodensee-»Tatort« in nicht zum Erstausstrahlungstermin passender weihnachtlicher Kulisse“. Daniels vergab zwei von fünf möglichen Punkten.

## Auszeichnungen
Uwe Franke wurde 2015 beim Filmfest Hamburg für den Hamburger Produzentenpreis für Deutsche Fernsehproduktionen nominiert.